# Howea
Howea es un género con dos especies de plantas con flores perteneciente a la familia  de las palmeras Arecaceae.  

## Hábitat
Son nativas de la Isla de Lord Howe en Australia. H. forsteriana, en particular, es comúnmente cultivada como planta de interior en el hemisferio norte, y las dos especies forman el pilar de la industria de semillas de palma de la isla  y que es su más importante  comercio en  plantas de semillero recién germinado. Las palmas también son cultivadas en la isla Norfolk, donde se producen semillas para la exportación.

## Descripción
Ambas especies son  monoicas  de tamaño moderado. El tronco es erecto, desnudo, y lleva señaladas las cicatrices de hojas caídas, con su base ampliada.  Las hojas son pinnadas, y con las vainas bien desarrolladas que finalmente se desintegran en una enrevesada  masa de fibras finas en todo el tronco. Las inflorescencias son erectas al principio, pero más tarde se hacen pendulares, aparecen entre las hojas de los tallos, aunque como consecuencia de la caída de las hojas puede parecer que han surgido de debajo de las hojas.

## Identificación de especies
Las dos especies se pueden distinguir por la hoja de su anatomía: H.forsteriana la tiene plana y no tiene frondas con foliolos  caídos, mientras que H. belmoreana tiene las hojas curvas dando a las frondas una apariencia angular.  Más técnicamente, si la inflorescencia es una espiga y el raquis de las hojas es arqueado, es la especie H. belmoreana .  Si la inflorescencia consta de 3 a 5 (hasta un máximo de 8) espigas resultantes de una única base, y el raquis  de las hojas es horizontal y caído, es la especie H. forsteriana.

## Taxonomía
El género fue descrito por Odoardo Beccari y publicado en Plantarum Rariorum Horti Caesarei Schoenbrunnensis 1: 55. 1797.
Etimología
Howea: nombre genérico nombrado por el lugar de donde son originarias en la isla Lord Howe, que fue nombrada por Lord Richard Howe (1726–1799).

## Especies
- Howea belmoreana
- Howea forsteriana